# Балкли
Балкли (англ. Bulkley River) — река на западе провинции Британская Колумбия (Канада), главный приток реки Скина.
Берёт своё начало в одноимённом озере южнее шоссе № 16 между Хьюстоном и Бернс-Лейк. Большую часть пути Балкли течёт почти параллельно шоссе № 16 (160 км из 237) — вначале на запад, затем принимает свой главный приток, реку Морис, западнее Хьюстона, и поворачивает на север, течёт через Телкву, Смитерс и Мористаун, а возле Хейзелтона впадает в реку Скина, которая несёт свои воды в пролив Чатем Тихого океана. Длина составляет 257 км, а площадь бассейна равна 12 400 км². Река известна лучшей в Канаде рыбалкой на радужную форель. Помимо радужной форели, в реке также ловится кижуч, чавыча и другие лососёвые.
Река названа в честь полковника Чарльза Балкли, руководителя строительства Русско-Американского телеграфа, который в 1866 году исследовал район реки.
Река Балкли имеет столь значительную длину из-за картографической ошибки, при слиянии Балкли со значительно более крупной рекой Морис река получила название притока.